# Elspebach
Der Elspebach (auch Elspe) ist ein 12,06 km langer, rechter Nebenfluss der Lenne in Nordrhein-Westfalen. Im Oberlauf wird der Bach Schwartmecke, im Mittellauf Oedinger Bach und Öhne genannt.

## Name
Der Name entstand aus der ahd. Grundform *Elisapa, einer Zusammensetzung aus germanisch *Alisō für 'Erle' und dem Hydronym -apa.

## Geographie

### Verlauf

#### Schwartmecke
Der Elspebach entspringt als Schwartmecke westlich von Schwartmecke auf einer Höhe von 439 m ü. NHN. Die Quelle liegt unweit der Bundesstraße 55 am Sattel zwischen Brammberg (529,2 m) im Norden und Schneiderkopf (556,9 m) im Süden. Von hier aus fließt er zunächst in südwestliche Richtung, wendet sich aber nach etwa einem Kilometer nach Süden. Diese Richtung hält der Bach bis Oedingen bei. Mit der Mündung des Brenscher Baches wechselt hier auch der Name in Oedinger Bach, auch Öhne genannt.

#### Oedinger Bach
Ab Oedingen fließt der Bach wieder gen Südwesten. Nach etwa 2,5 km Flussstrecke erreicht der Bach Oberelspe. Hier mündet linksseitig die Burbecke. Ab der Mündung wird der Bach nun Elspebach genannt. 

#### Elspebach
Etwa 2 km unterhalb von Oberelspe wendet sich der Bach nach Nordwesten und erreicht Elspe. Zwischen Oberelspe und Elspe wurden frühere Verbauungen beseitigt und der Bach wurde renaturiert. Mit der Mündung des Bremker Baches wendet sich der Bach wieder nach Südwesten und mündet nach weiteren 2,7 km rechtsseitig in die Lenne. Die Mündung liegt auf einer Höhe von 244 m ü. NHN.
Auf seinem 12,06 km langen Weg überwindet der Bach einen Höhenunterschied von 195 m, was einem mittleren Sohlgefälle von 16,2 ‰ entspricht.

### Einzugsgebiet

#### Größe und benachbarte Einzugsgebiete
Der Elspebach entwässert ein 42,477 km² großes Einzugsgebiet über Lenne, Ruhr und Rhein zur Nordsee. 
Dabei grenzt das Einzugsgebiet vom Elspebach an jenes von Fretterbach (nördlich), Wenne (nordöstlich und östlich), Gleierbach (südöstlich), Bremker Siepen, Kickenbach und Faulebutter Siepen (südlich) sowie Hachener Bach (südwestlich).

#### Einwohnerzahl und Dichte
Wenn man folgende Einwohnerzahlen summiert, kommt man auf über 6.000 Einwohner im Einzugsgebiet des Elspebachs:
in Eslohe:
- Schwartmecke (13 Einwohner)

in Lennestadt:
- Altenvalbert (101 Einwohner)
- Brenschede (67 Einwohner)
- Burbecke (89 Einwohner)
- Elspe (2809 Einwohner)
- Elsperhusen (4 Einwohner)
- Ernestus (10 Einwohner)
- Halberbracht (1019 Einwohner)
- Haus Valbert (4 Einwohner)
- Melbecke (82 Einwohner)
- Oberelspe (766 Einwohner)
- Obermelbecke (12 Einwohner)
- Obervalbert (58 Einwohner)
- Oedingen (1036 Einwohner)
- Oedingerberg (42 Einwohner)
- Oedingermühle (30 Einwohner)
- Weißenstein (13 Einwohner)
- Trockenbrück (245 Einwohner)

Die Einwohnerdichte beträgt bei insgesamt über 6000 Einwohnern auf 42,477 km² einen Wert von über 150 Einwohnern pro Quadratkilometer. Dies ist zwar etwas dichter besiedelt als die ganze Gemarkungsfläche Eslohes, aber dafür dünner besiedelt als die komplette Gemarkungsfläche Lennestadts.

### Nebenflüsse
Die wichtigsten Nebenflüsse des Elspebachs sind Burbecke und Melbecke. Die Burbecke hat mit 7,986 km² das größte Einzugsgebiet und die Melbecke ist mit 5,2 km Länge der längste Nebenfluss. Im Folgenden werden die Nebenflüsse des Elspebachs mit Mündungslage, Länge, Größe des Einzugsgebietes, Mündungshöhe und Fließgewässerkennziffer (DGKZ) genannt.
| Name         | Lage   | Länge in km | EZG in km² | Mündungshöhe in m ü. NHN | GKZ       |
| ------------ | ------ | ----------- | ---------- | ------------------------ | --------- |
| N.N.         | links  | 1,5         |            | 345                      | 276634 12 |
| Brensche     | links  | 2,8         | 4,988      | 332                      | 276634 2  |
| Kettlersbach | rechts | 3,7         |            | 317                      | 276634 34 |
| N.N.         | rechts | 1,7         |            | 297                      | 276634 36 |
| Burbecke     | links  | 3,7         | 7,986      | 295                      | 276634 4  |
| Bermkebach   | links  | 1,9         |            | 284                      | 276634 52 |
| Bremkerbach  | rechts | 4,3         | 4,074      | 268                      | 276634 6  |
| Seilmecke    | rechts | 2,0         |            | 267                      | 276634 72 |
| Melbecke     | rechts | 5,2         | 5,395      | 249                      | 276634 8  |